# Survivor Series (2017)
Survivor Series 2017 fue la trigésima primera edición de Survivor Series, un evento pago por visión de lucha libre profesional realizado por la WWE. Tuvo lugar el 19 de noviembre de 2017 desde el Toyota Center en Houston, Texas. El tema oficial del evento fue "Greatest Show on Earth" de Kid Rock.

## Argumento
En el pago por visión de Raw, No Mercy, Brock Lesnar derrotó a Braun Strowman para retener el Campeonato Universal de la WWE, mientras que en pago por visión de SmackDown Live, Hell in a Cell, Jinder Mahal retuvo el Campeonato de la WWE contra Shinsuke Nakamura. En el episodio del 17 de octubre de SmackDown Live, después de regresar de un viaje a la India, Mahal dijo que había sido cuestionado sobre qué era lo próximo para él. Mahal dijo que había derrotado a todos los oponentes dignos de la lista de SmackDown Live y que en Survivor Series, quería enfrentar al principal campeón de Raw, Brock Lesnar. Mahal, sin embargo, fue interrumpido por AJ Styles, quien se opuso a la afirmación de Mahal y desafió a Mahal por el Campeonato de la WWE. Mahal dijo que Styles era una broma, y Styles tomó represalias al atacar a Mahal y a The Singh Brothers (Samir y Sunil Singh). Tras bastidores, Mahal confrontó al gerente general de SmackDown Live, Daniel Bryan, sobre el incidente y dijo que uno de los hermanos Singh debía hacer pagar a Styles, a lo que Bryan estuvo de acuerdo; Styles derrotó a Sunil y Samir, respectivamente, en los siguientes dos episodios. Lesnar y su mánager Paul Heyman aparecieron en el episodio del 23 de octubre de Raw para abordar el desafío de Mahal, donde ambos se rieron de él. Heyman declaró que Mahal no era igual Lesnar, ni digno de ser Campeón de la WWE, sin embargo, aceptaron el desafío. Sin embargo, se anunció que Styles enfrentaría a Mahal por el Campeonato de la WWE en el episodio del 7 de noviembre de SmackDown Live, donde Styles venció a Mahal, convirtiéndolo en el campeón de la WWE que se enfrentaría a Lesnar en Survivor Series.
En el episodio del 23 de octubre de Raw, Angle anunció la tarjeta para Survivor Series. Con la excepción del Campeonato Peso Crucero de la WWE (ya que no tiene una contraparte en SmackDown Live), cada campeón de la marca Raw enfrentaría a su contraparte de la marca SmackDown Live: el campeón Universal de la WWE contra el campeón de la WWE, el Campeón Intercontinental contra el Campeón de los Estados Unidos, la Campeona Femenina de Raw contra la Campeona Femenina de SmackDown, y los Campeones en Parejas de Raw contra los Campeones en Parejas de SmackDown. Además, Angle también anunció que habría dos Traditional Survivor Series Elimination matches, un combate masculino y uno femenino, enfrentando a cinco de los luchadores masculinos y femeninos de Raw contra cinco de los luchadores masculinos y femeninos de SmackDown Live, respectivamente.
El campeón Intercontinental The Miz mantuvo su lugar en la lucha en Survivor Series al retener su título contra Matt Hardy en el episodio del 30 de octubre de Raw. Baron Corbin también mantuvo su posición al retener el Campeonato de los Estados Unidos contra Sin Cara dos semanas después, en el episodio del 14 de noviembre de SmackDown Live. También en el episodio del 30 de octubre de Raw, Alexa Bliss retuvo el Campeonato Femenino de Raw contra Mickie James, manteniéndola en la lucha en Survivor Series contra la Campeona Femenina de SmackDown; su oponente era originalmente Natalya, pero eso cambió después de que Charlotte Flair derrotó a Natalya por el título en el episodio del 14 de noviembre de SmackDown Live. Durante una gira por el Reino Unido en Raw, Cesaro & Sheamus derrotaron a Dean Ambrose & Seth Rollins para convertirse en los Campeones en Parejas de Raw, convirtiéndolos así en los campeones para la lucha en Survivor Series contra The Usos (Jey & Jimmy Uso), quienes retuvieron su Campeonato en Parejas de SmackDown contra Chad Gable y Shelton Benjamin en el episodio del 7 de noviembre de SmackDown Live.
Cuando el gerente general de Raw, Kurt Angle, estaba a punto de anunciar a los miembros del equipo masculino de Raw en el episodio del 23 de octubre de Raw, el comisionado de SmackDown Live, Shane McMahon, con varios luchadores hombres y mujeres de SmackDown Live, se abrieron paso entre la multitud, se dirigieron al área detrás del escenario y atacaron a todos los hombres y mujeres del vestuario de Raw. La noche siguiente en SmackDown Live, el equipo masculino del SmackDown Live obtuvo su primer miembro cuando Randy Orton se clasificó al derrotar a Sami Zayn. La semana siguiente, Shane se anunció como el capitán del equipo masculino de SmackDown Live y explicó su invasión de Raw, afirmando que SmackDown Live siempre había sido vista como la marca inferior. También dijo que Raw pagaría por lesionar a Bryan, a quien Kane había atacado con un chokeslam la noche anterior en Raw. Más tarde en ese episodio de SmackDown Live, Bobby Roode y Shinsuke Nakamura clasificaron para el equipo al derrotar a Dolph Ziggler y Kevin Owens, respectivamente. El 8 de noviembre en Twitter, Shane anunció al agente libre John Cena como el miembro final del equipo masculino de SmackDown Live. La comisionada de Raw Stephanie McMahon hizo su regreso en el episodio del 30 de octubre de Raw y confrontó a Angle. Ella dijo que la invasión de SmackDown Live era una vergüenza para Angle y todo el vestuario de Raw. Ella le dio a Angle la oportunidad de redimirse al nombrar a Angle como el capitán del equipo masculino de Raw. Sin embargo, ella dijo que si el equipo masculino de Raw fuera a perder en Survivor Series, Angle sería despedido como gerente general de Raw. Luego, en Twitter, Angle nombró a Braun Strowman como su primera selección para el equipo masculino de Raw. La noche siguiente en SmackDown Live, Shane se anunció como el capitán del equipo masculino de SmackDown Live, y después, Roode y Nakamura se clasificaron para el equipo, al derrotar a Ziggler y Owens, respectivamente. En el episodio del 6 de noviembre de Raw, después de que la lucha de ambos terminara en una doble cuenta fuera, Samoa Joe y Finn Bálor fueron agregados al equipo masculino de Raw por Angle. Más tarde en ese mismo episodio, Angle nombró a Jason Jordan como el miembro final del equipo masculino de Raw. La semana siguiente, Jordan fue lesionado (kayfabe) por Bray Wyatt, y fue declarado incapaz de competir por Angle. Jordan le pidió a Angle que no lo elimine de la lucha de Survivor Series. Angle no pudo obligarse a hacerlo, luego de lo cual, Triple H regresó y se anunció a sí mismo como el reemplazo de Jordan, y luego atacó a Jordan con un Pedigree. La noche siguiente en SmackDown Live, durante un combate por equipos entre The New Day y Owens and Zayn, Raw invadió SmackDown Live, atacando a la lista. Después de que todos fueron eliminados, Shane McMahon fue atacado, sufriendo un Angle Slam por Angle y dos Triple Powerbombs por The Shield.
En el episodio del 23 de octubre de Raw, el equipo femenino de Raw comenzó a tomar forma. Se programó un Triple Threat match entre Alicia Fox, Sasha Banks y Bayley para determinar a la capitana del equipo femenino de Raw, que fue ganado por Fox. La semana siguiente, Fox estaba originalmente programada para enfrentar a Bayley, pero como capitana del equipo femenino de Raw, ella en su lugar escogió a Nia Jax para enfrentarse a Bayley, combate que Jax ganó. Después del combate, Fox eligió a Jax como su primera selección para el equipo femenino de Raw en Survivor Series. Fox luego agregó a Asuka al equipo después de que esta último derrotara a Stacy Coates. Más tarde, Fox agregó a Banks al equipo después de que Banks y Bayley derrotaran a Fox y Jax en un combate por equipos. Bayley ganó el último puesto en el equipo femenino de Raw al derrotar a Mickie James y Dana Brooke en un Triple Threat match en el episodio del 13 de noviembre de Raw. En el episodio del 24 de octubre de SmackDown Live, Charlotte Flair, Becky Lynch, Carmella, Naomi y Tamina fueron anunciadas como las cinco miembros del equipo femenino de SmackDown Live; Lynch fue nombrada capitana del equipo al derrotar a las otras cuatro luchadoras en un Fatal 5-Way match. Flair luego fue removida del equipo después de ganar el Campeonato Femenino de SmackDown, con su reemplazo siendo anunciado en el evento.
En el episodio del 6 de noviembre de Raw, durante la defensa del Campeonato en Parejas de Raw de Dean Ambrose y Seth Rollins contra Cesaro y Sheamus, el equipo de SmackDown Live The New Day (Big E, Kofi Kingston & Xavier Woods) apareció entre la multitud. Durante la distracción, Sheamus cubrió a Rollins para ganar el Campeonato en Parejas de Raw para él y Cesaro. Roman Reigns, quien había estado enfermo, regresó la semana siguiente y The Shield desafió a The New Day a un combate por equipos en Survivor Series, que se hizo oficial.
En TLC: Tables, Ladders & Chairs, Enzo Amore derrotó a Kalisto para recuperar el Campeonato Peso Crucero. Kalisto invocó su revancha por el campeonato en el siguiente episodio de 205 Live, pero Amore retuvo después de que fue descalificado por atacar al árbitro. Kalisto luego atacó a Amore del enojo. La semana siguiente en Raw, después de que Kalisto derrotara a Drew Gulak, quien tenía a Amore en su esquina, Amore atacó a Kalisto con el JawdonZo. Otra revancha entre los dos por el Campeonato Peso Crucero fue programada para Survivor Series.

## Resultados
- Kick-Off: Elias derrotó a Matt Hardy (9:15).[19][20]
  - Elias cubrió a Matt después de un «Drift Away» tras lanzarlo al esquinero.
- Kick-Off: Enzo Amore derrotó a Kalisto y retuvo el Campeonato Peso Crucero de la WWE (8:45).[19][21]
  - Amore cubrió a Kalisto después de dos «JawdonZO».
- Kick-Off: Kevin Owens & Sami Zayn derrotaron a Breezango (Fandango & Tyler Breeze) (7:45).[19][22]
  - Owens cubrió a Fandango después de un «Pop-up Powerbomb».
- The Shield (Dean Ambrose, Seth Rollins & Roman Reigns) derrotó a The New Day (Big E, Kofi Kingston & Xavier Woods) (21:31).[23][24]
  - Ambrose cubrió a Kingston después de un «Triple Powerbomb» desde la segunda cuerda.
- Team Raw (Alicia Fox (capitana), Sasha Banks, Asuka, Bayley & Nia Jax) derrotaron a Team SmackDown Live (Becky Lynch (capitana), Carmella, Natalya, Naomi & Tamina) (con Lana) en un Traditional Survivor Series Elimination Women's Match (18:35).[23][25]
  - Originalmente, Charlotte Flair era integrante del Team SmackDown Live, pero fue removida de la lucha después de que ganó el Campeonato Femenino de SmackDown, siendo sustituida por Natalya.
  - Durante el combate, Lana interfirió a favor de Team SmackDown Live.

| N.º               | Luchadora         | Equipo           | Eliminada por    | Técnica de eliminación                      | Tiempo[23]       |                  |
| ----------------- | ----------------- | ---------------- | ---------------- | ------------------------------------------- | ---------------- | ---------------- |
| 1                 | Becky Lynch       | SmackDown Live   | Bayley           | «Roll-up»                                   | 2:05             |                  |
| 2                 | Bayley            | Raw              | Tamina           | «Superkick» de Carmella y «Superfly Splash» | 5:30             |                  |
| 3                 | Nia Jax           | Raw              | —                | Cuenta fuera                                | 9:05             |                  |
| 4                 | Alicia Fox        | Raw              | Naomi            | «Roll-up»                                   | 11:00            |                  |
| 5                 | Naomi             | SmackDown Live   | Sasha Banks      | «Bank Statement»                            | 11:16            |                  |
| 6                 | Carmella          | SmackDown Live   | Asuka            | «Spin Kick»                                 | 13:00            |                  |
| 7                 | Sasha Banks       | Raw              | Natalya          | «Sharpshooter»                              | 15:30            |                  |
| 8                 | Tamina            | SmackDown Live   | Asuka            | «Flying Cross Armbar»                       | 17:35            |                  |
| 9                 | Natalya           | SmackDown Live   | Asuka            | «Asuka Lock»                                | 18:35            |                  |
| Sobreviviente(s): | Sobreviviente(s): | Asuka (Team Raw) | Asuka (Team Raw) | Asuka (Team Raw)                            | Asuka (Team Raw) | Asuka (Team Raw) |
- Los Campeones en Parejas de SmackDown The Usos (Jey Uso & Jimmy Uso) derrotaron a los Campeones en Parejas de Raw Cesaro & Sheamus (15:55).[23][26]
  - Jey cubrió a Sheamus después de un «Uso Splash».
  - Ninguno de los dos campeonatos estaban en juego.
  - Originalmente, Dean Ambrose & Seth Rollins eran los oponentes de The Usos, pero fueron sustituidos por Cesaro & Sheamus cuando éstos ganaron los Campeonatos en Parejas de Raw en el episodio del 6 de noviembre de Raw.
- El Campeón de los Estados Unidos Baron Corbin derrotó al Campeón Intercontinental The Miz (con Curtis Axel & Bo Dallas) (9:35).[23][27]
  - Corbin cubrió a The Miz después de revertir un «Dropkick» en un «End of Days».
  - Durante el combate, Dallas y Axel interfirieron a favor de The Miz.
  - Ninguno de los dos campeonatos estaban en juego.
- La Campeona Femenina de SmackDown Charlotte Flair derrotó a la Campeona Femenina de Raw Alexa Bliss (15:00).[23][28]
  - Flair forzó a Bliss a rendirse con un «Figure-Eight Leglock»
  - Ninguno de los dos campeonatos estaban en juego.
  - Originalmente Natalya era la oponente de Bliss, pero fue sustituida por Flair cuando esta ganó el Campeonato Femenino de SmackDown en el episodio del 14 de noviembre de SmackDown Live.
- El Campeón Universal de la WWE Brock Lesnar (con Paul Heyman) derrotó al Campeón de la WWE AJ Styles (15:25).[23][29]
  - Lesnar cubrió a Styles después de revertir un «Phenomenal Forearm» en un «F-5».
  - Ninguno de los dos campeonatos estaban en juego.
  - Originalmente, Jinder Mahal era el oponente de Lesnar, pero fue sustituido por Styles cuando este ganó el Campeonato de la WWE en el episodio del 7 de noviembre de SmackDown Live.
- Team Raw (Kurt Angle (capitán), Braun Strowman, Finn Bálor, Samoa Joe & Triple H) derrotaron a Team SmackDown Live (Shane McMahon (capitán), Randy Orton, Shinsuke Nakamura, John Cena & Bobby Roode) en un Traditional Survivor Series Elimination Men's Match (33:20).[23][30]
  - Durante la lucha, Kevin Owens & Sami Zayn atacaron a Shane, mientras que Triple H atacó a Angle.
  - Originalmente, Jason Jordan era integrante del Team Raw, pero fue sustituido por Triple H después de que Jordan sufrió una lesión (kayfabe) a manos de Bray Wyatt.
  - Después de la lucha, Strowman atacó a Triple H.
  - Si Team Raw perdía, Angle hubiera sido despedido como gerente general de Raw.

| N.º               | Luchador          | Equipo                               | Eliminado por                        | Técnica de eliminación                  | Tiempo[23]                           |                                      |
| ----------------- | ----------------- | ------------------------------------ | ------------------------------------ | --------------------------------------- | ------------------------------------ | ------------------------------------ |
| 1                 | Shinsuke Nakamura | SmackDown Live                       | Braun Strowman                       | «Running Powerslam»                     | 11:40                                |                                      |
| 2                 | Bobby Roode       | SmackDown Live                       | Braun Strowman                       | «Running Powerslam»                     | 13:00                                |                                      |
| 3                 | Samoa Joe         | Raw                                  | John Cena                            | «Attitude Adjusment»                    | 18:10                                |                                      |
| 4                 | John Cena         | SmackDown Live                       | Kurt Angle                           | «Coup de Grâce» de Bálor y «Angle Slam» | 21:55                                |                                      |
| 5                 | Finn Bálor        | Raw                                  | Randy Orton                          | «RKO»                                   | 24:00                                |                                      |
| 6                 | Randy Orton       | SmackDown Live                       | Braun Strowman                       | «Running Powerslam»                     | 26:40                                |                                      |
| 7                 | Kurt Angle        | Raw                                  | Shane McMahon                        | «Pedigree» de Triple H                  | 32:05                                |                                      |
| 8                 | Shane McMahon     | SmackDown Live                       | Triple H                             | «Pedigree»                              | 33:20                                |                                      |
| Sobreviviente(s): | Sobreviviente(s): | Braun Strowman y Triple H (Team Raw) | Braun Strowman y Triple H (Team Raw) | Braun Strowman y Triple H (Team Raw)    | Braun Strowman y Triple H (Team Raw) | Braun Strowman y Triple H (Team Raw) |